# 中國—土庫曼斯坦關係
中國—土庫曼斯坦關係，是指歷史上的中國和土庫曼斯坦（包括中華人民共和國和土庫曼斯坦）之間的雙邊關係。
中國與土庫曼斯坦在古代已有文化和貿易上的往來，土庫曼斯坦東部有部分土地曾被唐朝統治，中國亦有不同史籍提及了土庫曼斯坦；古代已有中國人曾踏足現土庫曼斯坦一帶，也有原居於土庫曼斯坦的人來到中國。
現代的中華人民共和國和土庫曼斯坦則在1992年1月6日建立外交關係，兩國保持經貿和文化上的往來。經貿方面，中國大陸在2012年是土庫曼斯坦的最大進口來源地和最大出口目的地，土庫曼斯坦亦有不少中資企業；中華人民共和國也從土庫曼斯坦進口天然氣，有評論認為這有助能緩解土庫曼斯坦的油氣資源出口問題，也滿足了中國對能源的需求，並為中國提供了一個油氣供應的戰略後備基地。文化方面，中國和土庫曼斯坦均有讓本國學生了解對方語言；中國大陸有來自土庫曼斯坦的留學生，土庫曼斯坦亦曾舉行兩地文化交流的活動。

## 歷史

### 古代
中國與土庫曼斯坦在古代已有文化和貿易上的往來：土庫曼斯坦有古墓曾出土中国瓷器:188，當地亦有清真寺的裝飾帶有龙的图樣。
在古代，土庫曼斯坦城市梅尔夫被稱為「木鹿」；這座城市位於絲綢之路上:65，曾是安息帝國與东方諸國進行贸易往來的大门，也是东方諸國人民進入安息帝國的必经之地:87。木鹿一度是中国钢铁兵器的集散地，大量中國出產的钢铁武器從這裡進入安息帝國:65，以致古罗马歷史学家普鲁塔克曾把安息帝國骑兵配備的中国钢铁兵器称为「木鹿武器」:26。安息帝國君主也曾派出近20,000名骑兵到木鹿，迎接汉朝的使節:2。班固的《汉书》提及一個名為「奥犍」的地方，又記述這個地方是康居其中一个王国的都城所在地；學者胡振华表示，「奥犍」就是指今土庫曼斯坦城市庫尼亞烏爾根奇:98。
土庫曼斯坦東部有一部分土地曾被唐朝統治:120；當時，唐朝的军队打敗西突厥，在土库曼斯坦建立了安西大都護府，又设置军事和行政单位。唐朝史學家杜佑在著作中提及一個名為「特拘梦」的地方，記載當地出產马匹、牛隻、羊隻、葡萄和葡萄酒；有中国学者認為，杜佑所指的「特拘梦」就是指土库曼。安史之乱爆發後，唐朝驻扎在今土庫曼斯坦的军队被召到國內平乱，令中国與當地的往來有所減少。
天寶十年，唐朝與阿拉伯帝國爆發怛罗斯战役，唐军大敗，這些战俘被押至阿拉伯帝國時途经現土库曼斯坦的城市:219。杜環是當中的一員，他在被俘後遊歷了包括土庫曼斯坦在內的中亞、西亞和中东國家，記下了自己在外地的所見所聞；杜環把梅尔夫稱為「末禄国」，並記錄了當地的地理、物產、自然生態和習俗:98。
宋朝的史料也有提及庫尼亞乌尔根奇，史料记载這座城市是花剌子模王朝的首都，又介紹了當地的物产和产業:98。
1220年代，成吉思汗出兵庫尼亞乌尔根奇，成功攻陷這座城市，當地有不少工匠被发配到中國，他们被称為「回回工匠」；這些來自中亚的手工藝人把製造火器和建筑的技术介紹到中國，又帶來了伊斯兰文化的學科知識:99。意大利旅行家马可·波罗曾在元朝時來到中國，期間到訪了西安，並记述当地居民包括土库曼人。

### 現代
在第二次世界大戰時，有土庫曼人到中国东北地区參與抗日戰爭。
蘇聯解體後，中華人民共和國派員訪問包括土库曼斯坦在內的前蘇聯加盟共和國，與這些國家磋商建交事宜。中華人民共和國代表团在到訪俄罗斯、乌克兰和白俄罗斯後訪問中亞五國，土库曼斯坦是最后一站，兩國会谈過程頗為順利，在1992年1月6日建立外交關係，是为土库曼斯坦建立的首个外交关系；在中華人民共和國代表团即將離去時，土库曼斯坦总统向每名团員赠送一块當地的传统手工毛织地毯。
2000年，時任中共中央总书记的江泽民应邀到访土库曼斯坦，當地总统送他一匹名为「阿赫达什」的汗血马；這匹馬在两岁時能夠以1分12秒4跑完一公里，它的祖先是蘇聯元帥朱可夫的馬匹，曾經參與柏林戰役勝利的入城儀式。除了江泽民外，胡锦涛和习近平两任总书记也曾獲贈汗血马。2023年1月，两国元首宣布将双方关系提升为全面战略伙伴关系。

## 經貿關係

### 貿易往來
| 中国－土庫曼斯坦貿易（1995年至2012年）- 中国大陸到土库曼斯坦的出口貿易 - 土库曼斯坦到中国大陸的出口貿易 |

根據經濟複雜性研究中心網站上的數據，中国大陸到土库曼斯坦的出口貿易在1995年至2001年均不足5,000萬美元，在2002年有小幅度的上升，在2009年上升至超過8億美元的高位，但其後曾有回落；2012年，中国大陸到土库曼斯坦的出口貿易從去年的不足8億美元上升至逾14億美元，大部分貨物是機械設備和金屬（包括其製品）。土库曼斯坦到中国大陸的出口貿易在1997年至2009年皆處於低位，在2010年至2012年呈上升趨勢；2012年，土库曼斯坦出口了超過70億美元到中國，大部分貨物是礦產品。中国大陸在2012年是土庫曼斯坦的最大進口來源地和最大出口目的地，土庫曼斯坦當年有超過80%的進口貨物來自中国大陸。
基於地理因素，中国出口到土库曼斯坦的貨物大多來自新疆（數據截至2013年），兩地亦在种植业、畜牧业、林业等產業保持合作；新疆企业在土库曼斯坦進行一般的贸易活动，但鮮有參與中國與當地的大中型经济技术合作，而新疆與土库曼斯坦贸易往來的规模也不切合新疆對外贸易的快速增长。

### 能源合作

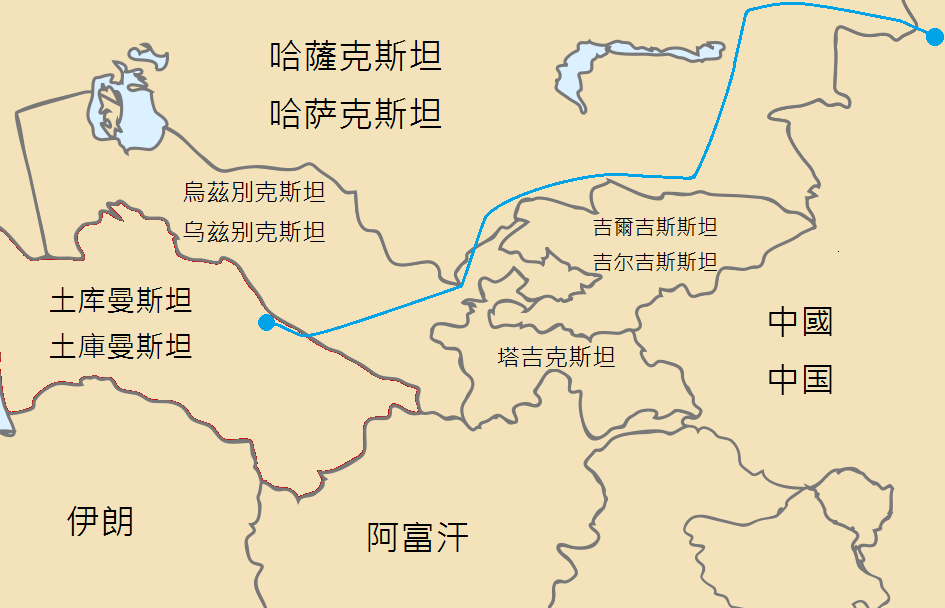
中國-中亚天然气管道

時任土庫曼斯坦总统的薩帕爾穆拉特·尼亞佐夫曾在1998年表示有意出口天然气來華，而中石油與土庫曼斯坦石油礦產資源部在2000年签訂了一份關於能源合作的谅解备忘录。2006年，中華人民共和國和土庫曼斯坦達成天然氣合作協議，為期30年；協議落成後，中華人民共和國將會在土庫曼斯坦投資開發天然氣田和鋪設天然氣輸氣管，而土库曼斯坦也會经中國-中亚天然气管道向中国输送天然气。2007年，中石油与土库曼斯坦方面的機構签訂天然气购销协议，而中国與土库曼斯坦合作勘探天然气的项目也在同年正式启动。
截至2011年，中國大陸的油气自主产量仍未能满足国内的需求，需要從外国进口油气资源；土库曼斯坦的天然资源很是丰富，因此被視為中華人民共和國其中一個能源战略选择。評論認為，土库曼斯坦出口天然氣來華能緩解當地的油气资源出口问题，也滿足了中国對能源的需求，並為中国提供了一個油气供应的战略后备基地。
論文〈基于地缘战略中国同土库曼斯坦资源合作分析〉指出，就2015年的国际局势而言，土库曼斯坦的周边国家未必會扩大從土库曼斯坦進口油气资源，因為伊朗被外國制裁，欧盟引进土库曼斯坦的油气资源時可能會被俄罗斯阻挠，俄罗斯則是土库曼斯坦企圖摆脱的國家，位於土库曼斯坦南方的國家也面臨其他問題；上述的局势有利中国加强與土库曼斯坦的能源合作。論文〈土库曼斯坦油气资源对中国未来能源战略布局的影响研究〉又指，土库曼斯坦的地理位置、油气资源、生产潜力、输管规划和油气出口走向將會影响中國的战略布局和部署。
中國與土库曼斯坦的能源合作並不限於進出口天然气：有中國企業在当地進行油井修复和钻井项目，也有中國企業出口油气设备到土库曼斯坦。

### 非能源领域合作
截至2014年5月，土库曼斯坦共有37家註冊成立的中资企业，這些企業涉及的项目总额超过44亿美元，合作项目涵蓋食品產業、通讯、农业等領域。
土库曼斯坦被視為棉花出口的大国，當地的蚕业頗為昌盛，但棉花深加工和丝绸工艺均有待發展，而中国纺织业和絲綢產業則有較為先进的技术；因此，學者赵青松建議中國與土库曼斯坦成立合资纺织企业。

## 文化關係
截至2013年，土库曼斯坦有三家學府提供汉语課程，亦有中國教师在當地大学教授汉语，但土库曼斯坦的汉语教師面臨严重不足。中國的中央民族大学也有提供土库曼语課程，又設有關於中亚语言和文学的研究。根據中華人民共和國驻土库曼斯坦大使在2014年提供的數據，中國大陸有逾千名土库曼斯坦留學生；由於不少中国企业在土庫曼斯坦經商，當地很需要既懂汉语、又懂土库曼语的人才，有曾到中國留學的土库曼斯坦人在回國後擔任汉语翻译人員。
2012年，土库曼斯坦举行了一場名為「文化中国·魅力新疆」的文艺演出，新疆文艺團體在土库曼斯坦表演维吾尔族的传统歌舞，活動得到土库曼斯坦国家电视台和報章《中立土库曼斯坦》的報導。2015年，土库曼斯坦举行「中國文化日」，期间举辦了蘇繡展覽、歌舞表演、攝影作品展覽等文化交流活動，獲部分當地傳媒報導。

## 外部連結
- 中華人民共和國駐土庫曼斯坦大使館官方網站（简体中文）（俄文）
  - 中華人民共和國駐土庫曼斯坦大使館經濟商務處官方網站（简体中文）
- 土庫曼斯坦駐華大使館官方網站（简体中文）（土庫曼文）（英文）